# Trøndergruva

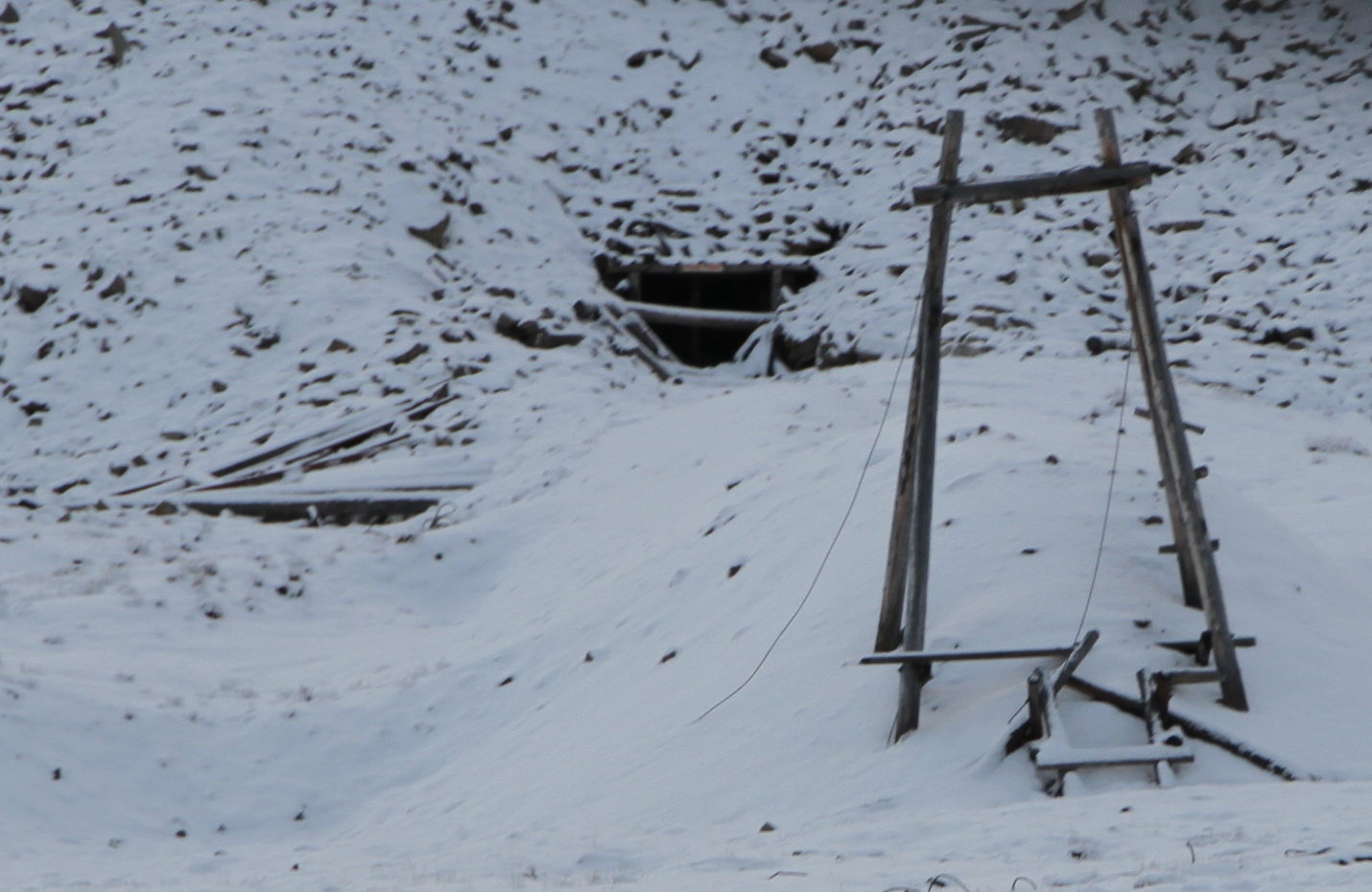
Ingången til Trøndergruva september 2012.

Trøndergruva är en tidigare gruva i Platåberget nära Longyearbyen på västsidan av Adventfjorden, vilken anlades år 1903. Den ligger något öster om den senare öppnade Gruve 3. Trøndergruva har en fortfarande synlig öppning öster om Svalbard globale frøhvelv. Gruvan var i drift mellan 1903 och 1906 och var den första egentliga kolgruvan i Svalbard.
Sommaren 1899 bröt ishavsskepparen Søren Zachariassen från Tromsø 600 hektoliter kol från Bohemanneset, Heerodden och Festningsodden vid Isfjorden. På väg ned mot fastlandet omnämnde han sitt kolfynd för, och gav kolprover till, ishavsskepparen Henrik Næss från Trondheim. Tillsammans med tre andra intressenter sände Næss åtta man till ögruppen för att ta "ett eller annat kolfält i besittning". De gjorde så vid Hotellneset på Trondhjem-Spitsbergen Kulkompanis vägnar, och Trøndergruva anlades 1903 med amerikansk finansiering.
Insamlingar av kolprover från provområden i Blomsterdalen några hundra meter öster om Trøndergruva fortsatte, och senare också i bergssluttningen ovanför Hotellneset. Amerikanen John Munroe Longyear hade 1901 sett kolbrott vid Calypsobyen som turist och kom i kontakt med gruvbolaget från Trondheim. Kolprover, som han tog med hem till USA, visade god kvalitet på kolet. De amerikanska gruvägare, som gått i Trondhjem-Spitsbergen Kulkompani, bildade så småningom Arctic Coal Company, och 1906 sålde Henrik Næss och hans kompanjoner Trondhjem-Spitsbergen Kulkompani, inklusive Trøndergruva, till detta företag.   